# The Best Damn Tour - Live in Toronto

The Best Damn Tour es un DVD en vivo de la gira de Avril Lavigne, The Best Damn Tour, grabado en Toronto, Canadá, el 7 de abril de 2008. Fue publicado el 9 de septiembre de 2008 en América del Norte. En los EE. UU. se lanzaron tanto una versión explícita como una editada para que no contuviera lenguaje inadecuado, tal y como informó la web "amazon.com".

## Lista de canciones
1. Intro
2. Girlfriend
3. I Can Do Better
4. Complicated
5. My Happy Ending
6. I'm With You
7. I Always Get What I Want
8. Best Damn Dance Break
9. When You're Gone
10. Innocence
11. Don't Tell Me
12. Hot
13. Losing Grip
14. Bad Reputation (Joan Jett Cover - Video Montage Only)
15. Everything Back But You
16. Runaway
17. Hey Mickey (Toni - Basil Song - Partial)
18. The Best Damn Thing
19. I Don't Have to Try
20. He Wasn't
21. Girlfriend (Dr. Luke Remix)
22. Sk8er Boi

## Créditos
- Dirigido por Wayne Isham
- Escenario dirigido por Jamie King
- Producido por Dana Marshall
- Productores Ejecutivos: Samantha Lecca, Joseph Uliano & Neil Maiers
- Audio Mixed by Deryck Whibley

## Charts
| Chart                             | Posición | Certificación |
| --------------------------------- | -------- | ------------- |
| ARIA Australian Top 50 Music DVDs | 32       | TBA           |
| UK DVD charts                     | 6        | TBA           |
| Estonia DVD Chart                 | 36       | TBA           |
| Bélgica DVD Chart                 | 4        | TBA           |
| España DVD Chart                  | 11       | TBA           |

- Datos: Q2330151